# لانا وود
لانا وود (روسی: Светла́на Николаевна Захаренко؛ زادهٔ ۱ مارس ۱۹۴۶) هنرپیشه و تهیه‌کننده اهل ایالات متحده آمریکا است که از سال ۱۹۵۶ میلادی تاکنون مشغول فعالیت بوده‌است. خواهرش ناتالی وود ستارهٔ سینما بود.
از فیلم‌هایی که در آن نقش داشته می‌توان به الماس‌ها ابدیند و جویندگان اشاره کرد.